# Hömel (Gummersbach)

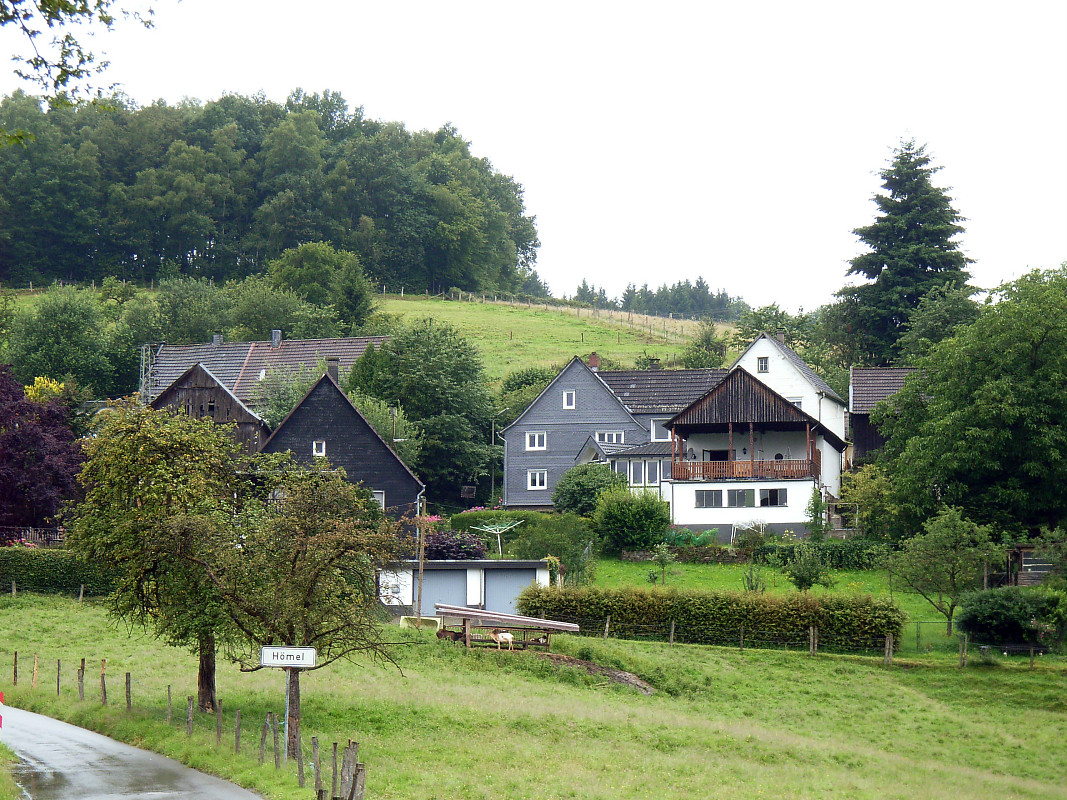
Ansicht von Osten

Hömel ist ein Ortsteil von Gummersbach im Oberbergischen Kreis im südlichen Nordrhein-Westfalen, Deutschland.

## Geographie
Der Ort liegt rund zwölf Kilometer südlich des Stadtzentrums am östlichen Fuß einer Erhebung gleichen Namens (300 m). Westlich grenzt Hömel unmittelbar an das Stadtgebiet von Wiehl, einer Nachbargemeinde Gummersbachs.

## Geschichte
1443 fand der Ort zum ersten Mal urkundlich Erwähnung in der Aufstellung der Einkünfte und Rechte des Kölner Apostelstiftes (Schreibweise der Erstnennung: zo dem Homel).
Hömel bildet zusammen mit den Ortsteilen Ohmig, Hunstig und Bünghausen eine Ortsgemeinschaft, welche auf mehr als 550 Jahre gemeinsame Geschichte zurückblickt. Bis 1969 gehörte Hömel wie die drei anderen Orte zur damaligen Gemeinde Bielstein und wurde dann im Zuge der Gemeindereform ein Teil der Stadtgemeinde Gummersbach.

## Vereine und Einrichtungen
- Gemeinnütziger Verein Hömel